# Карпач
Ка̀рпач (на полски: Karpacz; на немски: Krummhübel) е град в Югозападна Полша, Долносилезко войводство, Йеленогорски окръг. Административно е обособен в самостоятелна градска община с площ 37,99 км2.

## Население
Според данни от полската Централна статистическа служба, към 31 декември 2014 г. населението на града възлиза на 4 921 души. Гъстотата е 130 души/км2.